# メアリー・J. ブライジ
メアリー・J. ブライジ（Mary Jane Blige、1971年1月11日 - ）は、アメリカ合衆国の女性R&B歌手・女優。「クイーン・オブ・ヒップホップ・ソウル」と称され、「ニュー・ジャック・ディーヴァ」、「ニュー・チャカ（チャカ・カーン）」、「ニュー・アレサ（アレサ・フランクリン）」とも形容される。
「ローリング・ストーンの選ぶ歴史上最も偉大な100人のシンガー」において第100位。
「Q誌の選ぶ歴史上最も偉大な100人のシンガー」において第78位。
2018年1月11日にハリウッド・ウォーク・オブ・フェームに殿堂入りした。
2023年1月に発表されたローリングストーン誌の選ぶ「オールタイム・グレイテスト・シンガー200」(The 200 Greatest Singers of All Time)では、第25位となった。
2024年4月21日、米国・Rock & Roll Hall Of Fameより、『2024年度ロックの殿堂 パフォーマー部門』での殿堂入りが発表された。

## 来歴

### 1971年-1986年：生い立ち
1971年1月11日、ニューヨークのサウス・ブロンクスで、ジャズミュージシャンの父・トーマスと学校教師の母・コラの間に生まれる。生後間もなく家族と共にジョージア州サヴァナ市に移住。メアリーが4歳のときに両親は離婚し、母と姉弟と4人で暮らす。5歳の時にニューヨーク州に戻りヨンカーズ市のプロジェクト（住宅斡旋プロジェクト）に住み、7歳の頃から教会の聖歌隊で歌い始め、母の影響でオーティス・レディング、サム・クック、アイズレー・ブラザーズ、グラディス・ナイト、アル・グリーン、スティーヴィー・ワンダー、アレサ・フランクリン、チャカ・カーン、メイヴィス・ステイプルズなどの60年代-70年代ソウルを聴いて育つ。教会の聖歌隊のソロ・パートを務めたり、高校のタレント・ショウでは歌も披露したりしていたが、気晴らしのために麻薬を使用するなどして結局落第する。
なお、メアリーは幼い頃に知り合いの大人から児童性的虐待を受けていた過去を、のちの2009年に公の場で打ち明けている。身を守るためボクシングを少し習ったり、苦悩から逃れるために酒や麻薬に頼るようになったという。

### 1987年-1992年：歌手デビューまで
1987年の16歳の時にニューヨーク州ホワイト・プレインズのショッピング・モールに設置されていた録音ブースでアニタ・ベイカーの1986年のヒット・ナンバー「コート・アップ・イン・ザ・ラプチャー」(Caught Up in the Rapture)を歌い、そのデモ・テープを継父がレコーディング・アーティストのジェフ・レッドに預け、それが当時のアップタウン・レコードの社長だったアンドレ・ハレルに渡った。
そのメアリーの歌声のテープを聴いたハレルは「初めて耳にした瞬間、彼女の心の疼きとソウルを感じ」、すぐにアップタウン・レコード社にとって最年少で初の女性アーティスト契約を結ぶことになった。そして1990年にファーザーMCの「アイル・ドゥ・4・U」(I'll Do 4 U) に客演（フィーチャリング）参加した後、1991年の映画『ストリクトリー・ビジネス』のサウンドトラック収録曲「ユー・リマインド・ミー」(You Remind Me) で1992年にソロデビューする。
このデビューシングル「ユー・リマインド・ミー」が約3か月の13週間という長いチャート・インを経て1992年7月25日付のR&Bチャートで1位となり、メアリー独特の憂いや哀しみを帯びた魅力的なアルトボイスから醸し出されるある種危険な香りのする歌唱スタイルが注目された、全米はじめ世界のブラック・ミュージック・ファンがその声に惚れ込み、とりわけ男性ファンを魅了した。そのため大規模なコマーシャルを全く必要とせず、デビューアルバムを待ち望む土壌は充分に出来上がっていた。

## 音楽活動――アルバムデビュー以降

### 1992年-1994年：ホワッツ・ザ・411?
当時アップタウン・レコード社のA&Rだったショーン・パフィ・コムズがエグゼクティブ・プロデューサーを担当した待望のデビュー・アルバム『ホワッツ・ザ・411?』(What's the 411?) を1992年7月にリリース。ちなみに「411」は、米国向けの電話番号案内サービス「GOOG-411」のことである。『ホワッツ・ザ・411?』はヒップホップのビートでR&Bが歌われるスタイル（のちに「ヒップホップ・ソウル」と呼ばれことになったスタイル）を全編に亘って打ち出したアルバムで、メアリーはヒップホップ世代の新たな歌手として一躍大きな注目を浴びた。彼女のストリート感に溢れた「生の」(raw) 歌声は、アルバムのサウンドと見事に合致し、通常の落ちついたR&Bとはまた違う趣きのその心地いい乗りが若者に支持された。
ショーン・コムズは長年の友人でもあるメアリーについて「R&Bの歴史の中でも偉大な語り手の一人である」と絶賛し、メアリーも同様にコムズについて野望を教えてくれた人であり、最大の応援者だとも述べた。またメアリーは成功することに対して恐れがあったが、対極的なコムズに引っ張られていったとして、「それはとても良いことだった」とインタビューに語っている。
特に同アルバム発売後の1stシングル「リアル・ラヴ」(Real Love)は、オーディオ・トゥーの1987年のヒップ・ホップ・クラシック「トップ・ビリン」 (Top Billin') をサンプリングした楽曲で、10月に全米R&Bチャート2週連続1位を記録する大ヒットとなった。他のシングルも、前項で述べた「ユー・リマインド・ミー」(You Remind Me) や、1993年に「レミニス」(Reminisce)、チャカ・カーンの曲のカバー「スウィート・シング」(Sweet Thing)、「ラヴ・ノー・リミット」(Love No Limit)、当時の恋人だったK-Ciヘイリーとのデュエット「アイ・ドント・ウォント・トゥ・ドゥ・エニシング」(I Don't Want to Do Anything)、1994年には「マイ・ラヴ」(My Love)と立て続けにヒットを飛ばし、アルバムは全米チャート(Billboard Hot 100)の6位、R&Bチャート(Hot R&B/Hip-Hop Songs)の1位を記録し見事プラチナを獲得（1994年末時点で300万枚を超えた）、そのR&Bとヒップホップを融合させたスタイルから「クイーン・オブ・ヒップ・ホップ・ソウル」、「ニュー・チャカ（チャカ・カーン）」、「ニュー・アレサ（アレサ・フランクリン）」と称されるようになった。アルバムの大ヒットを受けて、翌年1993年12月には本作のリミックス・アルバム『ホワッツ・ザ・411? リミックス』をリリースした。
また、1993年の映画『フーズ・ザ・マン?』のサウンドトラックに収録された「ユー・ドント・ハフツー・ウォリー」(You Don't Have to Worry)も同時期にヒットし、グランド・プバのシングル「チェック・イット・アウト」(Check It Out) にも客演参加する活動も見せた。
アルバム『ホワッツ・ザ・411?』は、1993年ソウル・トレイン・ミュージック・アワード(1993 Soul Train Music Awards)で、「Best R&B/Soul Album – Female」を受賞。メアリー本人も新人賞の「Best New R&B/Soul Artist」を受賞した。メアリーは1stアルバム『ホワッツ・ザ・411?』をのちの2003年に振り返り、「文字通り information(案内) として機能する作品ね」とインタビューに答えている。
1993年にはボビー・ブラウンのツアー「ハンピン・アラウンド・ザ・ワールド・ツアー」(Humpin' Around the World Tour)に同行し日本にも来日した。オープニング・アクトでは当時の恋人の K-Ciヘイリーとのデュエットを披露した。

### 1994年-1996年：マイ・ライフ
1994年11月には2作目のスタジオ・アルバム『マイ・ライフ』(My Life) をリリース。アレサ・フランクリンと比較されるほどの存在感を放ち、このアルバムもプラチナとなり全米チャート7位、R&Bチャート1位を記録した。『マイ・ライフ』も前作同様プロデュースにショーン・パフィ・コムズが関わり、他のプロデューサーはチャッキー・トンプソン、ハーブ・ミドルトンなどが新たに加わった。
シングルヒットは、カーティス・メイフィールドの1979年のアルバム『ハートビート』(Heartbeat) 収録曲「ユーアー・ソー・グッド・トゥ・ミー」(You're So Good To Me)をサンプリングした1stシングル「ビー・ハッピー」(Be Happy) がR&Bチャートで6位となった。
その後のシングルは、メリー・ジェーン・ガールズが1983年に出した「オール・ナイト・ロング」(All Night Long)のベースラインやフレーズを引用した「メアリー・ジェーン (オールナイト・ロング)」(Mary Jane)や、ローズ・ロイスのカバー曲の「アイム・ゴーイン・ダウン」(I'm Going Down)の他、バリー・ホワイトの1977年のファンク・ヒット曲「エクスタシー」(It's Ecstasy When You Lay Down Next to Me)をサンプリングした「ユー・ブリング・ミー・ジョイ」(You Bring Me Joy)をリリースした。また、シングルにはなっていないが、バラード曲の「ユー・ガッタ・ビリーヴ」(You Gotta Believe)でも、メアリーは高い歌唱力を実証することになった。
この2ndアルバム『マイ・ライフ』は70年代のR&Bクラシックを意識して作られ、メアリー自身が13曲書いており、真実の愛や心の安らぎを求め探して本当の自分を見つけようとするホーム・ガールの繊細な揺れる心をテーマにしたものとなっている。「クイーン・オブ・ヒップホップ・ソウル」と冠されながらも、「私は普通の、歌が好きなホーム・ガール」と言うメアリー自身の女性の感情が歌われている。
のちにメアリーはこのアルバムについて、「misery（みじめ）でpain（苦悩）…あれは地獄のような苦しみのアルバムよ」と2003年に振り返っている。その背景には、プロデューサーのパフィとの確執、当時の恋人 K-Ciヘイリーとの揉め事やドラッグ依存、鬱症状などがあり、「人生の最悪期だった」とメアリーはインタビューに答えているものの、皮肉にもそうした苦しい悲痛な叫びや生の感情や魂が歌に託されている2nd『マイ・ライフ』は、メアリーのアルバムの中でも特に最高傑作に挙げる評価が多く、まぎれもないR&Bの名盤となっている。
『マイ・ライフ』の発表後は、客演参加でメソッド・マンの「アイル・ビー・ゼア・フォー・ユー/ユーアー・オール・アイ・ニード・トゥ・ゲット・バイ」(I'll Be There for You/You're All I Need to Get By) や、ジェイ・Zの「キャント・ノック・ザ・ハッスル」(Can't Knock the Hustle) などでラッパーたちとの共演で存在感を発揮し、 メソッド・マンとの客演では第38回グラミー賞（1996年2月開催）の「最優秀ラップ・パフォーマンス賞デュオ／グループ部門」(Grammy Award for Best Rap Performance by a Duo or Group)を受賞した。

### 1996年-1998年：シェア・マイ・ワールド
1996年2月には、1995年の映画『ため息つかせて』の挿入歌になった入魂のR&Bバラード「ノット・ゴナ・クライ」(Not Gon' Cry) がR&Bチャート5週連続1位のヒットとなった。
同時期、アップタウン・レコードのショーン・パフィ・コムズとの制作面やビジネス面での確執が決定的となったメアリーはアップタウンを離脱し、その親会社のMCAレコード（現・ユニバーサル・ミュージック）と契約を結んだ。そしてメアリー自身がエグゼクティブ・プロデューサーとして、パフィの代わりにスティーヴ・スタウトを据え、他のプロデューサー陣にベイビーフェイス、ジャム&ルイス、R・ケリー、エムトゥーメ、ロドニー・ジャーキンスといったそうそうたる面々を迎えた3作目のスタジオ・アルバム『シェア・マイ・ワールド』(Share My World) を1997年4月にリリースした。
このアルバムからのシングルには、ギタリストとしてジョージ・ベンソンが客演した「セヴン・デイズ」(Seven Days)、R・ケリーとのデュエット「イッツ・オン」(It's On)、サンプリングにスタイリスティックスのスタンダード・ナンバー「ユー・アー・エヴリシング」(You Are Everything) とジェームス・ブラウンの「ペイバック」(The Payback)を使い、坂本九の「すきやき」(Sukiyaki) のメロディーラインの一部を採用した「エヴリシング」(Everything) がヒットし、前年1996年に大ヒットしたサントラのバラード「ノット・ゴナ・クライ」も収録されている。「ノット・ゴナ・クライ」は第39回グラミー賞（1997年2月開催）で「最優秀R&B女性ボーカル賞」(Grammy Award for Best Female R&B Vocal Performance)にノミネートされた。日本盤のボーナス・トラック「ナチュラル・ウーマン」は、「クイーン・オブ・ソウル」と称されたアレサ・フランクリンが1967年にヒットさせた曲のカバーで、これも1995年のサウンドトラックからである。
傑作だった前作『マイ・ライフ』にも引けを取らない3rdアルバム『シェア・マイ・ワールド』はメアリーの新たなイメージが随所に盛り込まれ、全米チャート1位（初週でも1位は自身のアルバム初）、R&Bチャート1位を記録した上、初めてUKアルバムチャートでもトップ10入りし、アメリカ国内だけで300万枚を超えるトリプルプラチナ・セールスを記録、最大のヒットアルバムとなった。1998年アメリカン・ミュージック・アワード(American Music Awards of 1998)では「Favorite Soul/R&B Album」を受賞し、第40回グラミー賞（1998年2月開催）の「最優秀R&Bアルバム賞部門」(Grammy Award for Best R&B Album)にもノミネートされた。メアリーは3rdアルバム『シェア・マイ・ワールド』について、「confusion (混乱) 」のアルバムだったと2003年時点で振り返っている。
自身初の全米ツアー「シェア・マイ・ワールド・ツアー」(Share My World Tour)も1997年から1998年にかけて行なわれ、この模様を収録した1998年リリースの初ライヴ・アルバム『ザ・ツアー』 (The Tour)では、往年のボブ・モンゴメリーが作った「ミスティー・ブルー」(Misty Blue) もカバーした。

### 1998年-2000年：メアリー

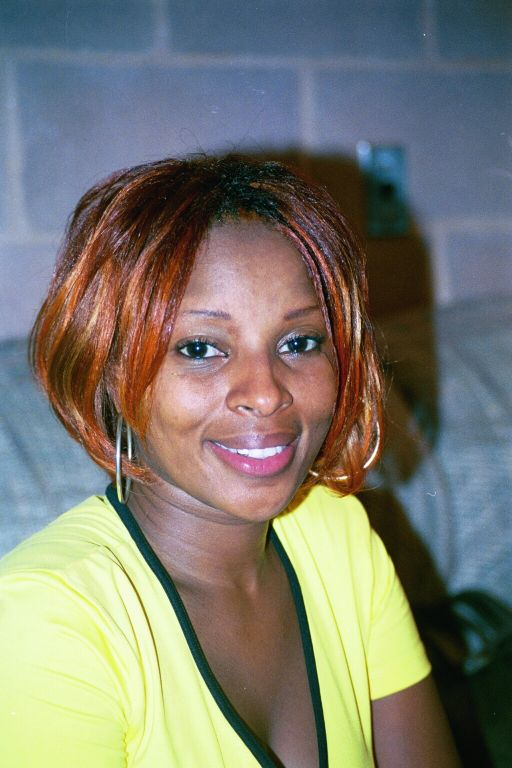
1998年のメアリー・J. ブライジ

1998年には、ベイビーフェイスがプロデュースした「アズ」(As)をジョージ・マイケルと客演デュエット。そのシングルが1999年3月にR&Bチャート・インのヒットとなった。
その楽曲も収録された4作目のスタジオ・アルバム『メアリー』(Mary)を1999年8月にリリース。アルバム1曲目でシングルカットもされた「オール・ザット・アイ・キャン・セイ」(All That I Can Say)はローリン・ヒルがプロデュース、バッキング・ヴォーカルでも参加している。2曲目収録の「セクシー」(Sexy)には、スティーヴィー・ワンダーがマイケル・ジャクソンの1979年のアルバム『オフ・ザ・ウォール』で提供した「アイ・キャント・ヘルプ・イット」(I Can't Help It)がサンプリングされている。その他のシングルは、エルトン・ジョンの1973年のナンバー「ベニーとジェッツ」をサンプリングし、エルトン自身がピアノで客演している「ディープ・インサイド」(Deep Inside)や、ダイアン・ウォーレン作詞作曲し、エリック・クラプトンとポール・ペスコがギター参加している「ギヴ・ミー・ユー」(Give Me You)や、「ユア・チャイルド」(Your Child)がヒットした。
他の収録曲は、アレサ・フランクリンや元恋人のK-Ciヘイリーとのデュエット曲もこのアルバムに収められた。プロデューサーにベイビーフェイスが参加しているが、「メアリー」というアルバム名が示すように多くの楽曲にメアリー自身が作曲、プロデュースで関わっていて、全体的に孤独感の漂うブルージーな静かなトーンとなっている。2000年夏には「ザ・メアリー・ショウ・ツアー」(The Mary Show Tour)が行なわれた。メアリーは4thアルバム『メアリー』について、「trial and error (試行錯誤) 」のアルバムだったと2003年に振り返っている。

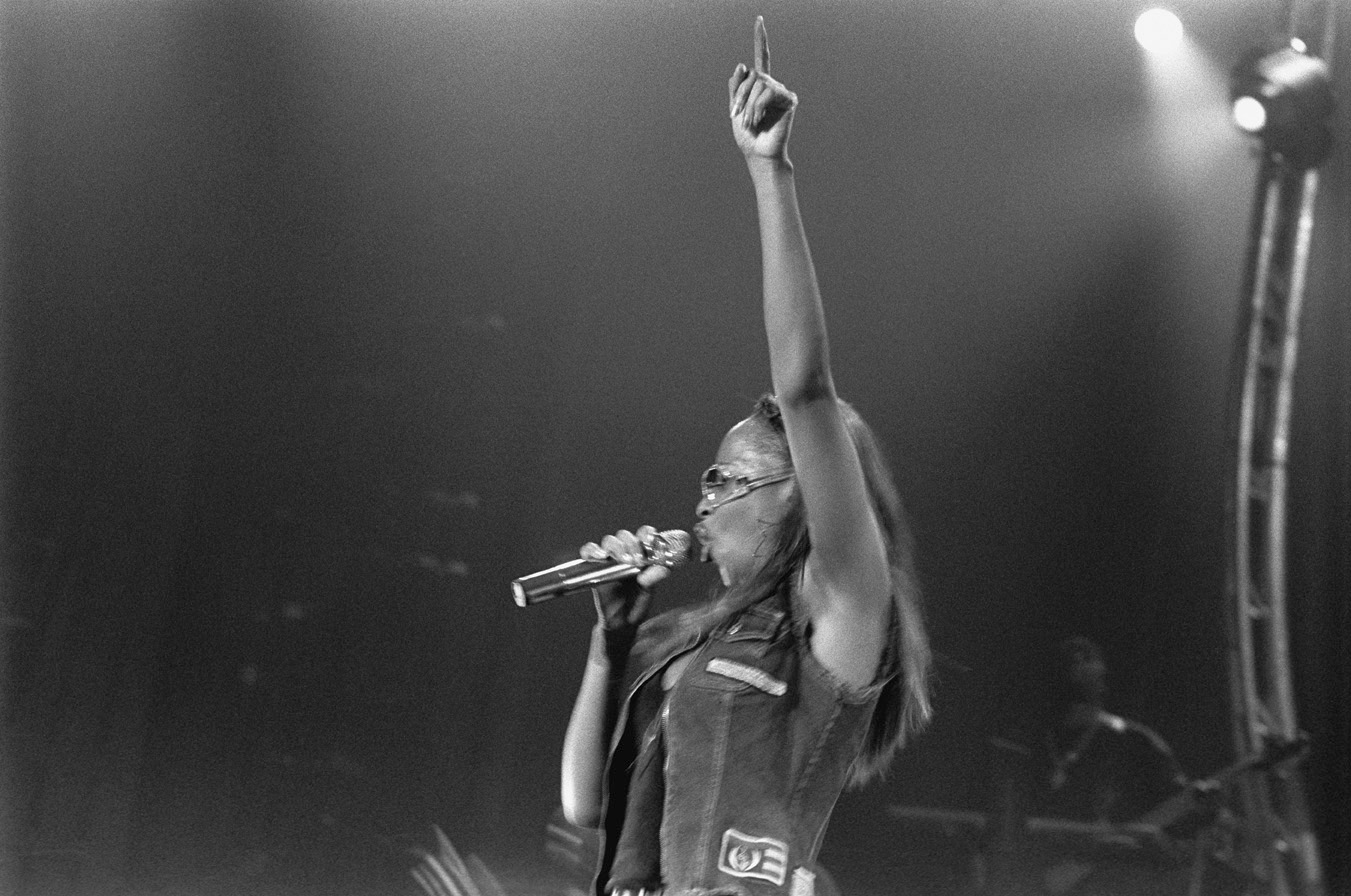
ドイツ・ハンブルグ公演（2000年）

コンサートツアーやユニセフのチャリティー・コンサート参加など多忙を極める中、2000年ソウル・トレイン・ミュージック・アワード(2000 Soul Train Music Awards)で、特別賞の「Sammy Davis Jr. Award for Entertainer of the Year – Female」、アルバム『メアリー』が「Best R&B/Soul Album – Female」を受賞し2冠に輝いた。
2000年12月に発売された日本独自企画のコンピレーション・アルバムのバラード集『バラッズ』(Ballads)には、スティーヴィー・ワンダーの「オーヴァージョイド」をカバー収録。このカバーは双方の友人であるマイケル・ジョーダンが企画し2人を引き合わせたのがきっかけで実現した。アメリカではジョーダンがイメージ・キャラクターを務めるナイキのCMで一部分が流れただけで、企画者ジョーダン本人が楽曲管理しているためシングル・リリースも不可能となっている。そのためこの曲が収録されている日本企画の『バラッズ』は世界のメアリーのファンにとっては貴重なものとなっている。
なお、メアリーがスティーヴィー・ワンダーの楽曲を初めてカバーした最初はMCAレコード系アーティストたちの1999年の企画アルバム『マイ・クリスマス・アルバム』(My Christmas Album)に収録された「想い出のクリスマス」(Someday at Christmas)で、「オーヴァージョイド」は2曲目のスティーヴィー・カバー曲である。

### 2000年-2002年：ノー・モア・ドラマ
アルバム『メアリー』収録直後、メアリーは新たな楽曲「ノー・モア・ドラマ」(No More Drama)をレコーディングしていた。印象的なピアノソロのイントロから始まるこの曲は、メアリーがこれまで体験してきた艱難辛苦を乗り越える「drama, pain  はもうまっぴら、波乱万丈の不幸な人生はもういらない」という内省的な内容で、ジャム&ルイスが制作した綿密なサウンドに仕上がった。
2001年には、映画やドラマなど女優にも挑戦。『プリズン・ソング』に出演した。2001年6月には、第1回BETアワード(BET Awards 2001)で「Best Female R&B Artist」に選ばれるなど、確固とした地位を確立する。そして5作目のスタジオ・アルバム『ノー・モア・ドラマ』(No More Drama)を同年2001年8月にリリース。このアルバムの売上も200万枚を超えるプラチナとなり、全米チャート2位、R&Bチャート1位を記録した。
アルバムからの1stシングルはドクター・ドレーによるプロデュースの「ファミリー・アフェアー」(Family Affair)で、全米ビルボードチャート6週連続1位という大ヒットを記録し、それまでのメアリーのシングルの中で最大のヒット作となった。最初に録音した表題作シングルの「ノー・モア・ドラマ」もヒットし、アルバム全体もこのインパクトの強い2曲に代表されるように力強さを感じる作品になっている。他のシングルカットでは、ポリスの1980年の曲「ひとりぼっちの夜」(The Bed's Too Big Without You)をサンプリングした「ダンス・フォー・ミー」(Dance for Me)をリリースした。
「ファミリー・アフェアー」は、第44回グラミー賞（2002年2月開催）で「最優秀女性R&Bボーカル・パフォーマンス賞」にノミネートされ、アルバム『ノー・モア・ドラマ』も「最優秀R&Bアルバム賞」にノミネートされた。2002年には新たな楽曲を収録した再発版もリリースされ、その中の「ヒー・シンク・アイ・ドント・ノウ」(He Think I Don't Know)は、第45回グラミー賞（2003年2月開催）で「最優秀女性R&Bボーカル・パフォーマンス賞」Best Female R&B Vocal Performance)を受賞した。また2年連続でNFLスーパーボウルでのパフォーマンスを行なった。 
メアリーは5thアルバム『ノー・モア・ドラマ』について、自分自身に対しての「anger（怒り）」がテーマとなり、これまで味わってきた愛憎劇に終止符を打ち、「もうこれ以上苦痛は味わいたくない、このままじゃ何も得られないから」という思いを込めて作成したものと振り返っている。
2002年2月からは、世界ツアー「ノー・モア・ドラマ・ツアー」(o More Drama Tour)が行なわれ、同年リリースされた『ノー・モア・ドラマ～ニュー・エディション』では、仲違いをしていたP・ディディ（1stアルバム『What's the 411?』と2ndアルバム『マイ・ライフ』のプロデューサーだったショーン・パフィ・コムズ）が「ノー・モア・ドラマ」の リミックス・バージョンを手がけた。このリミックスを作った時、パフィは次のメアリーのアルバムをまた一緒にプロデュースしたいとメアリーに言った。

### 2002年-2004年：ラヴ &ライフ
メアリーは「ノー・モア・ドラマ」のリミックス制作時のパフィ（ショーン・パフィ・コムズ）の言葉をあまり真剣には受け取っていなかったが、その2か月後、彼から電話が来て「俺はマジだぜ」と再び申し入れがあった。メアリーはその時すでに次作アルバムの制作を進めていたがパフィの熱意に押され、一旦作業を止めてパフィのプロデュースを最優先にもう一度やり直すことを決心した。確執が大きかった当時はビジネス面でパフィへの様々な疑問や不信感に満ちていたメアリーだったが、その頃パフィが口うるさくメアリーのドラッグやアルコール依存を注意したことについては善意に解釈できるようになった。
1作目と2作目のスタジオ・アルバムで大成功を収めた際のプロデューサー、P・ディディとの9年ぶりのコンビ復活によるニュー・アルバム制作のニュースが2003年に届き、春には大ヒット中だった50セントの「イン・ダ・クラブ」(In da Club)のリミックス・トラックに参加し注目された。しばらく時間をあけて6月に発表された新曲「ラヴ@ファースト・サイト」(Love @ 1st Sight)は、ア・トライブ・コールド・クエストの1992年の「ホット・セックス」(Hot Sex)をサンプリングし、フィーチャリング・ラッパーには過去にメアリーとのコラボレート作で第38回グラミー賞（1996年2月開催）の「最優秀ラップ・パフォーマンス賞デュオ／グループ部門」を受賞したメソッド・マンが採用された。
アルバムのプロデューサー陣には、パフィ傘下のバッド・ボーイズのチームの他、ドクター・ドレーやケイ・ジーが集まった。メアリーは、サウンドの原点回帰をコンセプトに、1stアルバム『What's the 411?』の2003年バージョンを作ると喧伝し。前述の先行シングル「ラヴ@ファースト・サイト」以外にも、収録曲「ホエン・ウィ」(When We)で、マーヴィン・ゲイの「アイ・ウォント・ユー」(I Want You)が鮮やかに引用されるなど、R&Bクラッシックを取り入れたプロデュースのパフィの方法論が駆使された作品となった。
その6作目のスタジオ・アルバム『ラヴ &ライフ』を2003年8月にリリース。アルバムは全米チャート1位、R&Bチャートでも1位を記録したが、売上はプラチナを獲得するも100万枚止まりでそれ以上セールスは伸びず商業的には失敗した。インパクトのある楽曲がなく期待外れの出来栄えに評論家もファンも一貫性の不足を批判した。アルバムの内容的には、シングル「ラヴ@ファースト・サイト」を始め、婚約者のでき愛に満ちたメアリーの幸福な精神面が反映されたものとなっている。
メアリーは元恋人のK-Ciヘイリーとの別離後も、ケイス、マーク・ミドルトン、カール・トーマスなどとの恋仲が報じられていたが。、2000年から交際を始めていたマネージャーのマーチン・ケンドゥ・アイザックス(Martin "Kendu" Isaacs)と2003年12月7日に遂に結婚した。その結果、メアリーはマーチンの連れ子である3人の子供の継母になった（後年2016年に2人は離婚調停に入り、2018年に正式離婚することになるが、この当時は新婚で愛に満ちた日々であった）。
収録曲全体が退屈なサウンドで、目玉のシングル「ラヴ@ファースト・サイト」の最高位も全米チャートで22位、R&Bチャートで10位止まりだった6thアルバム『ラヴ &ライフ』が不評に終った後の活動としては、スティングの「ホエンエヴァー・アイ・セイ・ユア・ネイム」(Whenever I Say Your Name)や、ミッシー・エリオットとの客演が話題となった。スティングとコラボした曲は第46回グラミー賞（2004年2月開催）で、「最優秀ポップ・コラボレーション賞」(Best Pop Collaboration with Vocals)を受賞した。

### 2004年-2007年：ザ・ブレイクスルー
2004年には映画『ブリジット・ジョーンズの日記 きれそうなわたしの12か月』のサウンドトラックで、エルトン・ジョンの1976年の楽曲「悲しみのバラード」(Sorry Seems to Be the Hardest Word) をカバーし、映画『シャーク・テイル』のサントラでは、客演ラッパーにウィル・スミスを据えて、シェリル・リンの1978年のディスコ曲「ガット・トゥ・ビー・リアル」(Got to Be Real) をカバーした。また数々のミュージシャンの作品への客演も続き、ノトーリアス・B.I.G.などの数々のラッパーとのコラボレーションが話題となった。
その中でも2005年には、キャシディの「アイム・ア・ハッスル」(I'm a Hustla (song))のメアリーのリミックス・バージョンが大好評となったり、人気ラッパーゲームの「ヘイト・イット・オア・ラヴ・イット」(Hate It or Love It)をカバーすると、それを聴いたゲーム本人がメアリーとコラボレートしたいと申し入れてくるなど、次作アルバムへの新たな展開があった。そしてクール&ドレーのプロデュースによりリメイクされてゲームと50セントとコラボした「ヘイト・イット・オア・ラヴ・イット」はメアリーの新曲「MVP」(MJB da MVP)として4月にリリースされた。「MVP」はアルバム収録時に改題されて「MJB・ダ・MVP」となるが、この楽曲は、これまでのメアリーのヒット曲群の印象的なフレーズの数々が次々と織り込まれているダンサブルなナンバーで、メアリーの次作アルバムへの大きな期待が高まっていた。
P・ディディ（ショーン・パフィ・コムズ）とは再び距離を置いたプロデュース陣で次作アルバムの制作が順調に行われていたが、その間、新しいスタジオ・アルバムより先に、一旦新曲を含めたベストアルバム『Reminisce』（仮題）をリリースするとアナウンスされて、ファンが戸惑う一幕もあったが、無事に2005年12月に『ザ・ブレイクスルー』(The Breakthrough)と題せられた7作目のスタジオ・アルバムをリリースした。「Breakthrough (現状突破)」というタイトルは、自分自身にとって一番大きな障壁は「自分自身」だと学び、様々な葛藤や自己分析を経て「自分自身に関して変えられない部分、変えられる部分」の両方含めて自身を愛し自信を持つことができたメアリーのその思いが込められたものとなった。そしてボイストレーニングもハードな練習を重ね、鳥が自由に羽根を羽ばたかせるように、気張らなくても声が伸び伸びと出るようになったとメアリーは語った。
9月にリリースされていた先行の2ndシングル「ビー・ウィザウト・ユー」(Be Without You)は切ないメロディーラインのラブソングで、全米シングルチャートで3位、R&Bチャートでは15週連続で1位を記録する大ヒットとなった。このR&Bチャートの記録は、ビルボード誌で一時期中断されていたR&Bチャートが1965年に再開されて以降の史上最高記録となった。

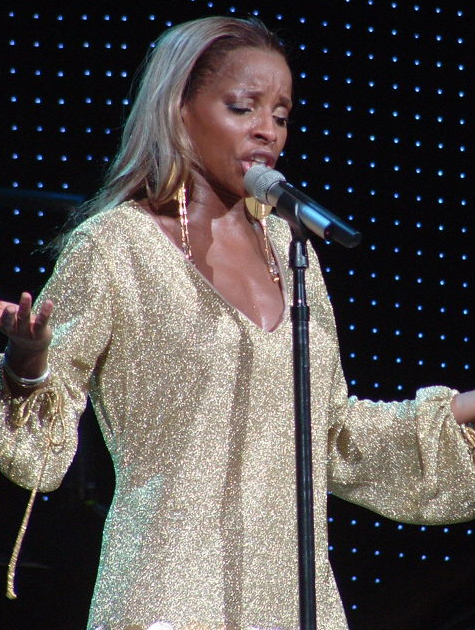
2006年頃のメアリー

アルバム『ザ・ブレイクスルー』も2006年1月7日付の全米アルバムチャート初登場1位となり、発売1週間で驚異的な72万7,163枚の売上を記録した。これは2006年度の発売週最多売上であると同時に、女性R&Bソロ・アーティスとしては過去最高記録を樹立した。そのため、シングル「ビー・ウィザウト・ユー」、売上300万枚以上のアルバム『ザ・ブレイクスルー』と共に2006年度のビルボード誌年間R&B/ヒップホップチャートも1位を獲得した。
そして、2006年度ビルボード・ミュージック・アワード(2006 Billboard Music Awards)で最多9部門を受賞。BETアワード(BET Awards 2006)も最多2部門受賞者となった。その他、2006年アメリカン・ミュージック・アワード(American Music Awards of 2006)、第38回NAACPイメージ・アワード(38th NAACP Image Awards)などでもそれぞれ2部門受賞した。
さらには最も権威のある第49回グラミー賞（2007年開催）においては最多となる8部門にノミネートされ、その中の「最優秀R&Bアルバム賞」(Best R&B Album)、シングル「ビー・ウィザウト・ユー」に対し「最優秀R&B楽曲賞」(Best R&B Song)と「最優秀女性R&Bボーカル・パフォーマンス賞」(Best Female R&B Vocal Performance)の3部門を見事獲得した。
アルバムからの3rdシングルは、1991年のU2のロック・バラードの名曲「ワン」をカバーしボノと共にデュエットしたもので、この楽曲もヒットした。この共演の実現は、ボノが2003年にミュージケアーズ・パーソン・オブ・ザ・イヤー（第45回グラミー賞）に選ばれた際のチャリティー・ディナーでメアリーがこの曲を歌い、それを聴いたボノと意気投合したことがきっかけだった。他の収録曲もどれもシングルになるような出来栄えで、メアリーの力量が存分に発揮されたものとなった。
『ザ・ブレイクスルー』の成功後も、LL・クール・J、リュダクリス、P・ディディことパフィ（ショーン・コムズ）などの各アルバムに客演参加。2006年7月からは「ザ・ブレイクスルー・エクスペリエンス・ツアー」(The Breakthrough Experience Tour)を行ない全米やカナダを凱旋する活動をみせ、10月には、大手家電製品チェーンのサーキット・シティー・ストアーズ社と共同で、スティングなどとの客演曲を含んだCD2枚組のアルバム『メアリー・J. ブライジ&フレンズ』 (Mary J. Blige & Friends)をリリース。売上金を子供擁護団体に寄付したり、ABCテレビドラマ『ワン・ライフ・トゥ・リヴ』で自身の役でゲスト出演するなど多忙な日々を送った。
同年2006年12月には、ジョン・レジェンドとの幻のデュエット曲「キング＆クイーン」(King & Queen)など、新曲4曲を含む初のグレイテスト・ヒッツ『リフレクションズ～ア・レトロスペクティブ』(Reflections (A Retrospective))を発売した。このベストアルバムの中での「マイ・ライフ」(My Life)はニュー・バージョンで、メソッド・マンと客演コラボした「アイル・ビー・ゼア・フォー・ユー/ユーアー・オール・アイ・ニード・トゥ・ゲット・バイ 」(I'll Be There for You/You're All I Need to Get By)や、ワイクリフ・ジョンと客演した「911」(911)も収録された。

### 2007年-2009年：グロウイング・ペインズ

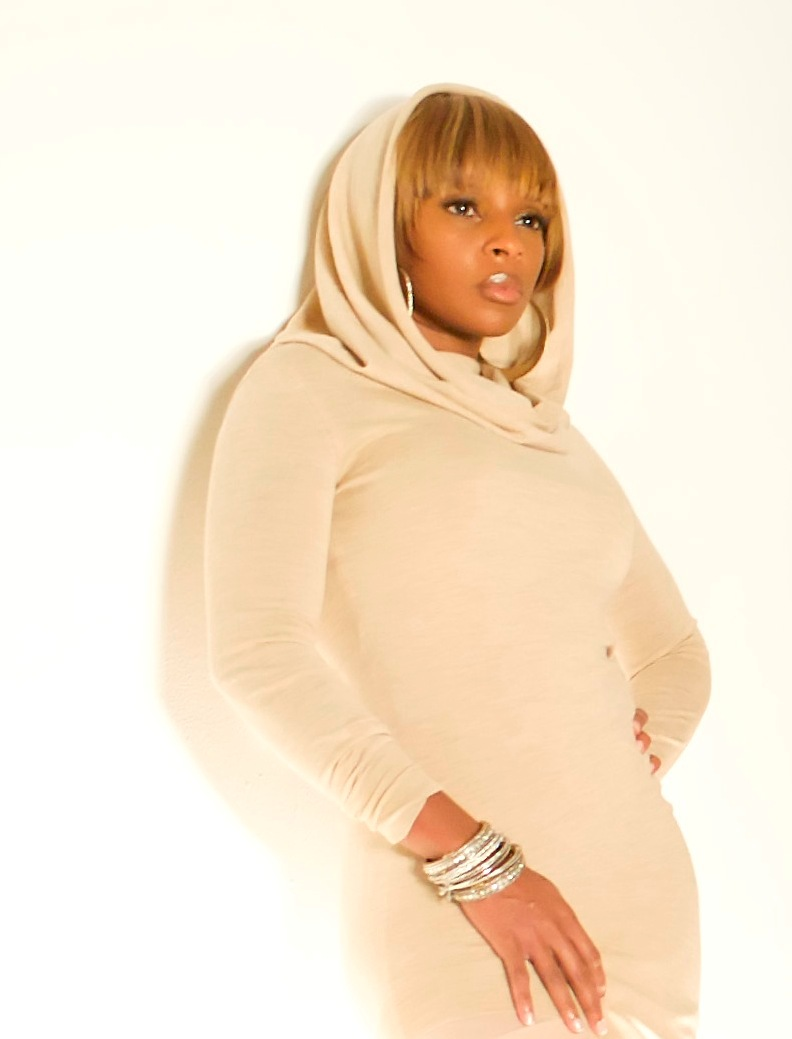
2007年のメアリー・J. ブライジ

メアリーは2006年公開の映画『ボビー』でブライアン・アダムス作のサウンドトラック曲「ネヴァー・ゴナ・ブレーク・マイ・フェイス」(Never Gonna Break My Faith) でアレサ・フランクリンと共演していたが、その歌唱により第50回グラミー賞（2008年2月開催）において、「最優秀ゴスペル・パフォーマンス賞」(Best Gospel/Contemporary Christian Music Performance)を受賞した。また2007年も様々なアーティストとの客演を行ない、中でもチャカ・カーンとの「ディスリスペクトフル」(Disrespectful)は、同じjく第50回グラミー賞（2008年2月開催）で、「最優秀R&Bパフォーマンス・デュオ/グループ」(|Best R&B Performance by a Duo or Group with Vocals)を受賞した。
そうした精力的な活動の中、早くも次作アルバムの制作が順調に進められ、トリッキー・スチュワートとジャジー・フェイの共同プロデュースし、ザ・ドリームが制作に参加した先行シングル「ジャスト・ファイン」(Just Fine)が2007年10月にリリースされた。このダンサブルな曲はクラブなどで評判が良かった。
そして2007年12月には、8作目のスタジオ・アルバム『グロウイング・ペインズ』(Growing Pains)をリリース。「ジャスト・ファイン」と同じプロデューサー陣で、アッシャーをフィーチャリング・アーティストに迎えた収録曲「シェイク・ダウン」(Shake Down)が話題となり、デジオン(Dejion)がプロデュースしリュダクリスとコラボした「グロウイン・ウーマン」(Grown Woman)もクラブ映えする楽曲となった。『グロウイング・ペインズ』は発売1週目は62万9000枚を売り上げ、R&Bチャートで1位、全米チャートでは2位に終わるが、翌週2008年1月12日付のチャートで1位を獲得した。
アルバム名の「Growing Pains」は、前作『ザ・ブレイクスルー』の大成功からの成長に伴う痛みといった意味合いがあり、収録13曲目の「ワーク・イン・プログレス (グロウイング・ペインズ)」(Work in Progress (Growing Pains))に象徴されるように、「私達は誰もが、制作中の未完成品、開発中 だっていうことを分かってほしい」というメッセージも込められている。メアリーは「この世に完璧な人間なんて1人として存在しないわ。誰もが Work in Progress なのよ。その状態はまさに『Growing Pains』よね。Work in Progress だからこそ、人は苦しみを伴いながら成長していくのよ」と語っていた。
アルバム発売後の2008年3月には、ジェイ・Zとのジョイント・ツアー「ハート・オブ・ザ・シティ・ツアー」(Heart of the City Tour)を廻った後、5月にはヨーロッパツアー「グロウイング・ペインズ・ヨーロピアン・ツアー」(Growing Pains European Tour)や、9月からはアメリカ国内の「ラヴ・ソウル・ツアー」(Love Soul Tour)が行なわれた。そして前作同様にメアリーの力量がいかんなく発揮された『グロウイング・ペインズ』は、第51回グラミー賞（2009年2月開催）で、「最優秀コンテンポラリーR&Bアルバム賞」(Best Contemporary R&B Album)を受賞した。
女優としても本格的な役柄で活動することとなり、映画『アイ・キャン・ドゥ・バッド・オール・バイ・マイセルフ』(I Can Do Bad All by Myself)において、「タニア」という名のナイトクラブのマネージャー役を演じた。サントラにも楽曲提供したこの映画は2009年9月に公開された。

### 2009年-2011年：ストロンガー・ウィズ・イーチ・ティア

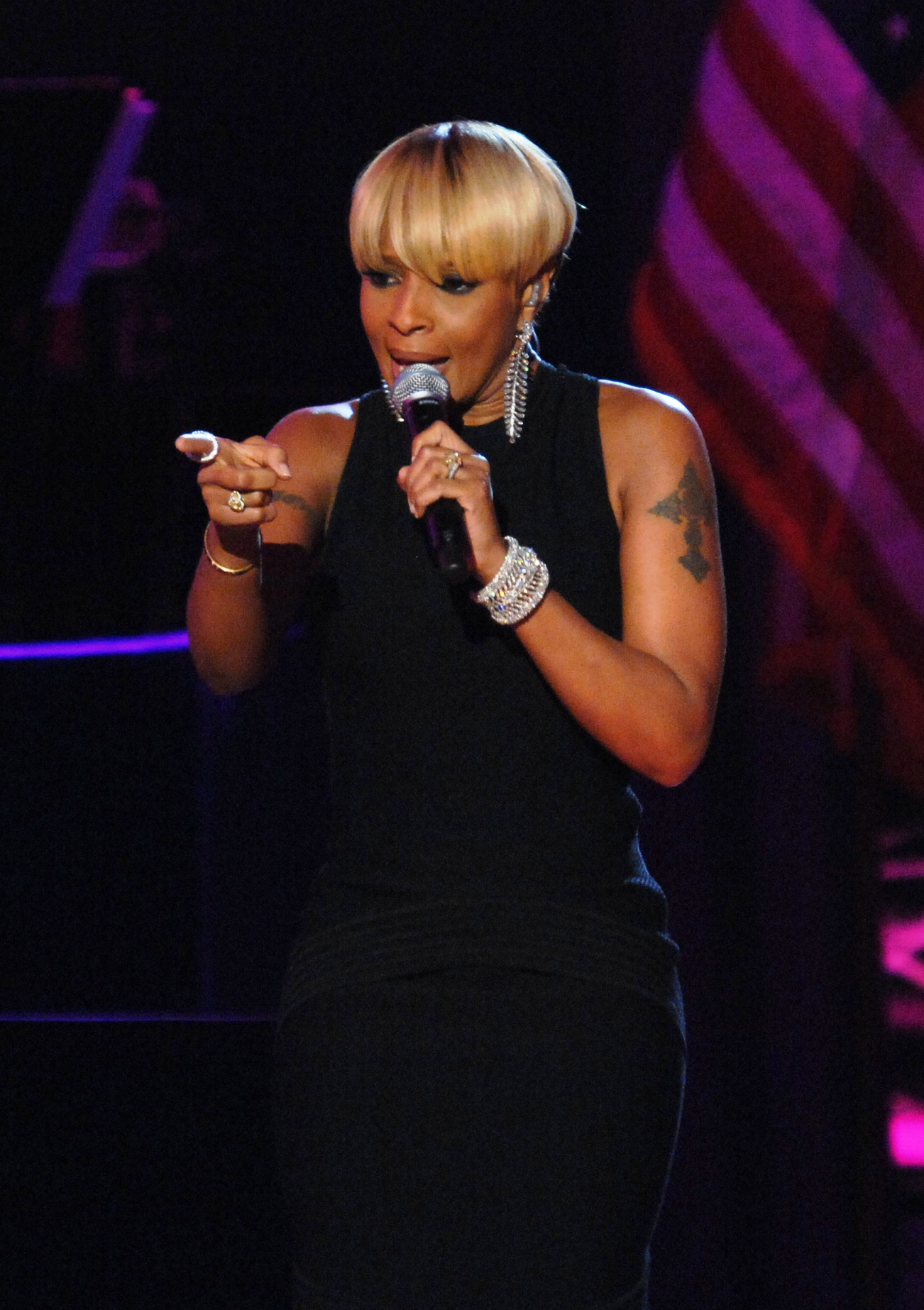
2009年のメアリー・J. ブライジ

2009年1月には、バラク・オバマ大統領就任イベント（2009年バラク・オバマ大統領就任式）に参加し、1998年にカーク・フランクリン、ボノ、R・ケリーらとコラボしカバー発表していた「リーン・オン・ミー」(Lean on Me) を熱唱した。
メアリーは映画『アイ・キャン・ドゥ・バッド・オール・バイ・マイセルフ』（2009年）のサントラの他にも、マライア・キャリーが出演することで話題となった映画『プレシャス』に「アイ・キャン・シー・イン・カラー」(I Can See in Color) を提供。映画『プレシャス』は、主人公が父親から性的虐待を受け2度の妊娠をさせられ、さらにHIVにも感染してしまう、といった辛く重いテーマであったため、自身も幼少期に大人から児童性的虐待を受けたことのあるメアリーは曲の依頼を受けるかどうか迷ったが、これを機に自身の過去をも公にし、自身の経験と重ねて曲を書き緊迫感あふれる歌声を披露した。
もう一つ、プロバスケットボール選手のレブロン・ジェームズの伝記映画『モア・ザン・ア・ゲーム』(More than a Game)に提供した「ストロンガー」  (Stronger) は2009年8月にリリースされ、映画を基調にしたプロモーションビデオも制作された。同年7月には、カナダ出身のラッパー・ドレイクをフィーチャリングした先行シングル「ザ・ワン」(The One)をリリース。この楽曲のプロデューサーはこれまでも『ザ・ブレイクスルー』などでメアリーとタッグを組んだロドニー・ジャーキンスで、曲の制作に参加したエスター・ディーンは「ストロンガー」も書いている。
同年2009年12月、そうした楽曲を収録した9作目となるスタジオアルバム『ストロンガー・ウィズ・イーチ・ティア』(Stronger with Each Tear)が発売され、シングル「アイ・アム」(I Am)もリリースされた。この楽曲制作にはジョンティ・オースティンが参加しているが、元々はジョンティ・オースティンの方の名義でメアリーが客演の形であったが、メアリーのボーカルメイン曲となった。
アルバム『ストロンガー・ウィズ・イーチ・ティア』は、全米アルバムチャート2位となり、6作目の『ラヴ &ライフ』から8作目『グロウイング・ペインズ』まで続いていた1位の記録が途絶えてしまったが、R&Bアルバムチャートでは安定の1位となった（R&Bアルバムチャートは、1作目の『ホワッツ・ザ・411?』以来ずっと1位）。チャート記録は全米2位止まりとなってしまったものの、作品的には前回に続き好評の内容で、第41回NAACPイメージ・アワード(41st NAACP Image Awards)（2010年2月開催）で見事「最優秀アルバム賞」(Outstanding Album)を受賞すると同時に「最優秀女性アーティスト賞」(Outstanding Female Artist)も獲得した、2010年BETアワード(BET Awards 2010)では「最優秀女性R&Bアーティスト賞」(Best Female R&B Artist)にノミネートされた。

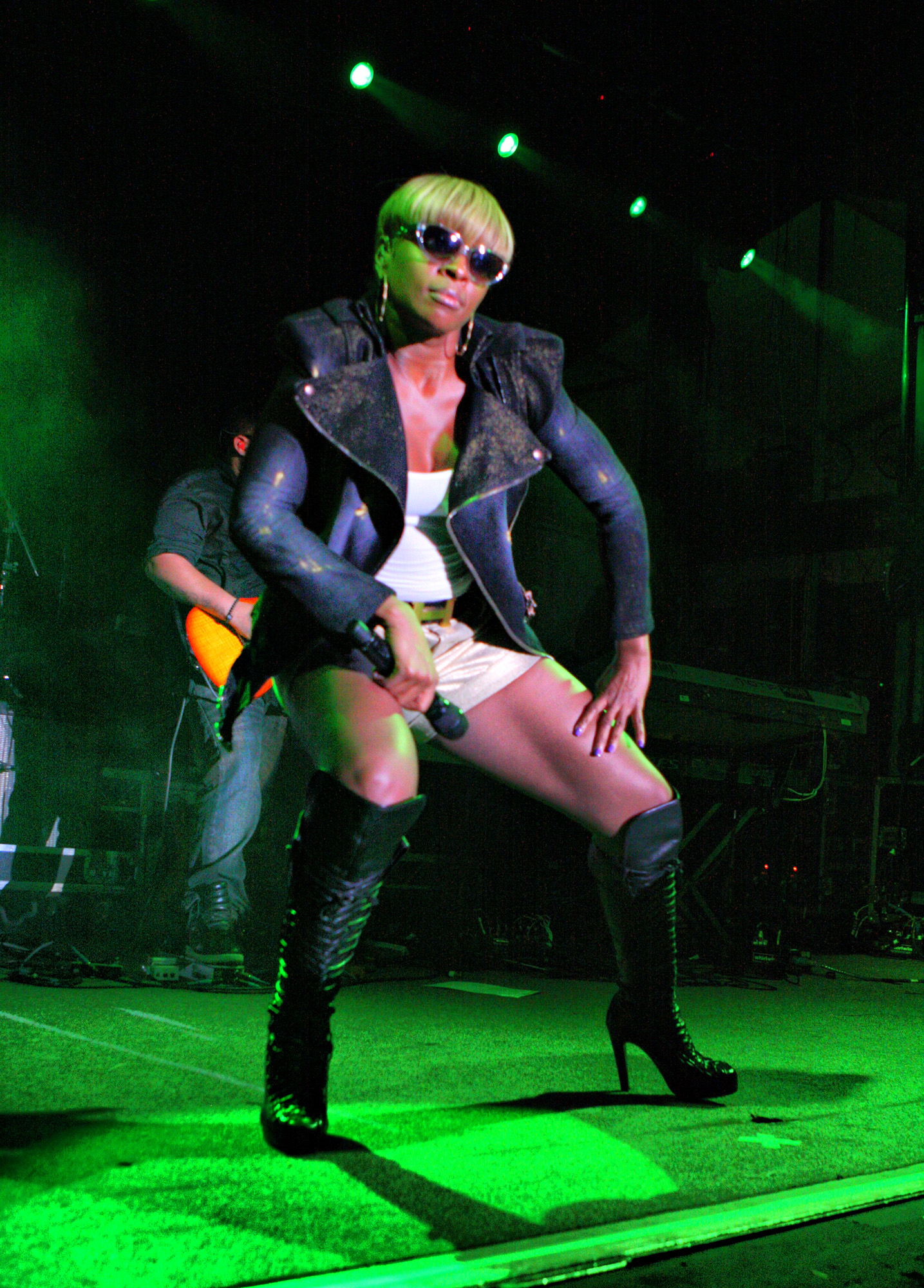
ラガマフィン・フェスティバルでのメアリー（2010年）

また2010年5月には、続編となるインターナショナル盤の『ストロンガー・ウィズ・イーチ・ティア ～続編』を発売した。この盤には、前述のサントラの「ストロンガー」などの他、フィーチャリング・コラボにトラヴィス・バーカー、ランディ・ジャクソン、スティーヴ・ヴァイ、オリアンティ・パナガリスの4人の大物ミュージシャンを迎えての、レッド・ツェッペリンの名曲カバー「天国への階段」が収録された。
そしてその話題の後は、10月から翌年2011年2月まで世界ツアー「ミュージック・サイヴド・マイ・ライフ・ツアー」(Music Saved My Life Tour)を敢行。日本にも7年ぶりに訪れ（2004年の「ラヴ＆ライフ・ツアー」(Love & Life Tour)以来）、2011年1月に東京と大阪公演を行なった。
また、メアリーは「デスティニー」(Destiny)(『ノー・モア・ドラマ』収録曲）や、「アバウト・ユー」(About You)（『ザ・ブレイクスルー』収録曲）でニーナ・シモンの曲をサンプリングしていたが、そのニーナ・シモンの伝記映画『ニーナ』(Nina)が2012年頃公開予定とのニュースがこの頃伝わってきた。その映画は、ニーナの自伝本を元に製作され、ニーナとそのアシスタントだったクリフトン・ヘンダーソンとの関係を軸にしたストーリーとなり、多重人格障害や分裂症を抱えていたニーナの役をメアリーが演じ、クリフトンをデヴィッド・オイェロウォが演じるというニュースがアナウンスされていた。（その後この配役は実現しなかった。）

### 2011年-2013年：マイ・ライフII…ザ・ジャーニー・コンティニューズ (Act 1)
2011年から2012年にかけても、DJキャレド、レア・ガーベイなど他のアーティストの楽曲に客演参加し、映画『ヘルプ 〜心がつなぐストーリー〜』（2011年8月公開）のサントラにはアンダードッグスのプロデュースでソウル・バラード「ザ・リヴィング・プルーフ」(The Living Proof) を提供した。また、ブロードウェイ・ミュージカル『ロック・オブ・エイジズ』の映画版『ロック・オブ・エイジズ』（2012年6月公開）には女優として出演し、バーテンダーのジャスティス（シュリ―の母親役）を演じながら、「ハーデン・マイ・ハート」(Harden My Heart)や「お気に召すまま」(Any Way You Want It) などを熱唱した。
そうした精力的な活動の合間を縫い、2011年3月に先行シングル「サムワン・トゥ・ラヴ・ミー (ネイキッド)」(Someone to Love Me (Naked))をリリース。この楽曲は、2ndアルバム『マイ・ライフ』をプロデュースしたP・ディディ（ショーン・コムズ）率いるディディ-ダーティ・マネーの曲をアレンジしたメアリー・バージョンで、ジェリー・ワンダー・デュプレシスがプロデュースし、P・ディディとリル・ウェインが客演ラッパー参加した。
その他、ナズ、バスタ・ライムス、ドレイク、リック・ロス、ビヨンセなどの多彩な豪華客演アーティストを招いての次作アルバムの制作が進められ、10枚目のスタジオアルバムとなる『マイ・ライフII…ザ・ジャーニー・コンティニューズ (Act 1)』(My Life II... The Journey Continues (Act 1))が2011年11月にリリースされた。このアルバム名は、傑作として名高い2ndアルバム『マイ・ライフ』の「II」という話題性の高いものであった。メアリーはこのアルバムのコンセプトについて、鬱病とドラッグ依存症の状態が最悪だった頃について真剣に考えたもので、「助けを求めて声を上げていたようなもの」だったと後年の2018年に明かしている。
アルバムからのシングル「25/8」(25/8)は、オージェイズの1973年の曲「ナウ・ザット・ウィ・ファウンド・ラヴ」(Now That We Found Love)をサンプリングした力強いナンバーで、エリック・ハドソンがプロデュースした。ドレイクがラップ客演している次のシングル「ミスター・ロング」(Mr. Wrong)も印象的なミディアム・テンポの楽曲であった。しかしながら「ミスター・ロング」はR&Bチャートで10位で、これが収録曲の中では最大順位だった。

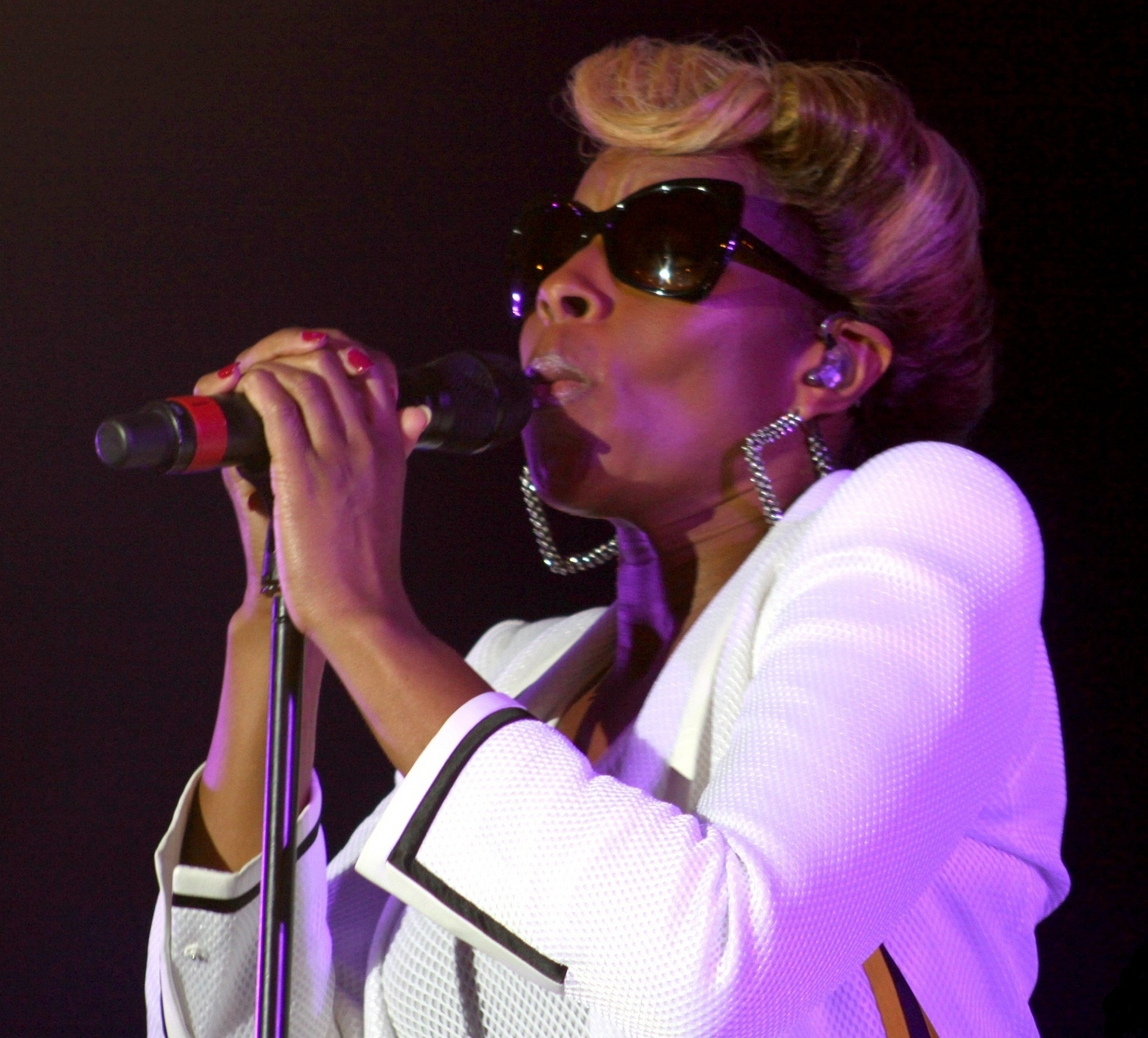
ジャズ・イン・ザ・ガーデンで熱唱するメアリー（2012年）

そして力作揃いであったアルバム『マイ・ライフII…ザ・ジャーニー・コンティニューズ (Act 1)』自体も、意外なことに全米チャートで5位止まりで総売上数が約80万枚と伸び悩んだ。また、デビューアルバム以来ずっと続いていたR&Bアルバムチャート1位の方の余裕の記録がここで途絶えてしまったことも誤算であった。そのため、続編となるはずであった「Act 2」の話が立ち消えになった。
10作目のアルバム発売後の2012年は、メアリーがデビューした1992年からちょうど20周年となる年であったがソロツアーはなく、ディアンジェロとのジョイントで8月から2013年6月まで「ザ・リベラレイション・ツアー」(The Liberation Tour (Mary J. Blige and D'Angelo Tour))を行なった。その2012年から2013年の間は、これまで精力的に行なわれていた客演参加は、ナズ、ミーク・ミル、ケンドリック・ラマー、ロッド・スチュアートなどとの数曲に留まった。

### 2013年-2014年：ア・メアリー・クリスマス
メアリーの次作アルバムは、メアリーが主宰するレーベルのメイトリアーク・レコード(Matriarch Records)の他、名門のヴァーヴ・レコードと組んで制作することになり、クリスマス・アルバムが企画された。メアリーはこれまで、他のアーティストのクリスマス・アルバムでの客演はあったが、自己名義のクリスマス・アルバムは初となった。
プロデューサーは、2011年にヴァーヴ・レコードのチェアマンに就任したデイヴィッド・フォスターが総指揮をとった。フォスターは数々のアーティストのクリスマス・アルバム制作を手掛け経験が豊富であり、メアリーとは第52回グラミー賞（2010年1月開催）におけるハイチ地震被災者追悼のパフォーマンス・ステージで共演し、メアリーとイタリアの歌手・アンドレア・ボチェッリがサイモン&ガーファンクルの名曲「明日に架ける橋」をコラボした縁があった。
そして11作目となるスタジオアルバム『ア・メアリー・クリスマス』(A Mary Christmas)が2013年10月にリリースされた。迎えた客演アーティストの面々は大御所のバーブラ・ストライサンド、ジャズ・トランペッターのクリス・ボッティ、クラーク・シスターズ、マーク・アンソニー、イギリスのジェシー・Jなどで、それまでのメアリーとは一味違う面が引き出されたアルバムとなった。
女優としては、2013年に映画『クリスマスの贈り物』に出演した。また、アメリカのCS局「Lifetime」で放送されたテレビ映画『ベティ&コレッタ』(Betty＆Coretta)で、マルコム・Xの妻・ベティ・シャバズ役で主演を務め、女性イメージネットワーク賞(Women's Image Network Awards)の「女優賞 ミニシリーズ・テレビ映画部門」(TV Show Produced by a Woman)にノミネートされた。
全米チャート10位だったアルバム『ア・メアリー・クリスマス』の後の2014年前半の音楽活動は、ディスクロージャーの「F・フォー・ユー」(F for You)やサム・スミスの「ステイ・ウィズ・ミー」(Stay with Me)などのUKダンス・ソウル曲のリミックスに客演参加しヒットした。そして2014年6月には、コメディ映画『ベガス流 ヴァージンロードへの道』のため、全て自身の新曲で構成されたサウンドトラック・アルバム『シンク・ライク・ア・マン・トゥー』(Think Like a Man Too)をリリースし話題となった。

### 2014年-2016年：ザ・ロンドン・セッションズ
2014年前半におけるディスクロージャーやサム・スミスといったイギリスの新勢力とのコラボの刺激はメアリーに新たな展開をもたらし、次作アルバムはロンドンで録音されUKの新鋭音楽シーンを表現するものとなっていった。当初次作アルバムの総監修はノーティ・ボーイことシャヒード・カーン(Shahid Khan)が務めると噂されていたが、これまでもメアリーと組みヒットアルバムを生み出してきたロドニー・ジャーキンスが総プロデュースすることとなった。
ロドニーの指揮の元、集結したプロデューサー陣はディスクロージャーを始め、ノーティ・ボーイ、エッグ・ホワイト、ジミー・ネイプス、スティーヴ・フィッツモーリス、サム・ローマンズなどといったイギリスのダンス・ソウルを支える気鋭のクリエイターに、ソングライターにはメアリーの他、サム・スミスらが加わった。
そして待望の12作目となるスタジオアルバム『ザ・ロンドン・セッションズ』(The London Sessions)が2014年11月に発売された。この革新的なアルバムは、変化を恐れずに挑戦したメアリーの試みが感じられ、イギリスの『ガーディアン』紙の評価も高かった。しかしながら、全米チャート最高位は9位に留まり、セールス的にも初めて50万枚を下回る売上数となった。
とはいえ、商業的な伸び悩みに反して、メアリーの果敢な挑戦に対する業界の評価は非常に高く、ビルボード誌やイギリスのiTunesでは、2014年のベストR&Bアルバムに選出された。また、『ニューヨーク・タイムズ』紙のベスト・アルバム賞で4位となり、『ローリング・ストーン』誌のベストR&Bアルバムでは6位となった。その他、『タイム』誌では、「2014年最も過小評価されたアルバム7選」の中に入るなど、作品の質的には良いものであった。
アルバム発表後の2015年6月から11月にかけては、北米やヨーロッパ、シンガポールなどを廻る「ザ・ロンドン・セッションズ・ツアー」(The London Sessions Tour)を敢行し、2016年10月から12月にはマックスウェルとのジョイント・ツアー「キング・アンド・クイーン・オブ・ハーツ・ワールド・ツアー」(King and Queen of Hearts World Tour)で北米やヨーロッパを廻った。
アルバム『ザ・ロンドン・セッションズ』前後の客演としては、スモーキー・ロビンソンのアルバム『スモーキー＆フレンズ』(Smokey & Friends)に参加した後、2015年にリック・ロスとコラボ客演したのを始め、ドラマ『Empire 成功の代償』の主演テレンス・ハワードとデュエットしたサウンドトラック曲を発表した。ちなみにこのドラマの1stシーズン(Empire (season 1))の第10話「告白」にはメアリーもアンジー役でゲスト出演している。また、ニーナ・シモン・トリビュートアルバム『ニーナ・リヴィジテッド』(Nina Revisited: A Tribute to Nina Simone)で「悲しき願い」(Don't Let Me Be Misunderstood) をカバーした。

### 2016年-2018年：ストレングス・オブ・ア・ウーマン
2016年の客演としては、アルバム『ザ・ロンドン・セッションズ』の制作にも携わっていたサム・ローマンズのデビューEPに参加したり、人気トークショー『ザ・ビュー』の放送20周年を記念しダイアン・ウォーレンが作った企画シングル「ワールズ・ゴーン・クレイジー」(World's Gone Crazy)を番組テーマソングとしてリリースした。また映画『ドリーム』のサントラに「ミラージュ」(Mirage) という曲を提供した。
2016年3月には、当時アメリカ大統領候補であったヒラリー・クリントンの応援のための政治資金パーティーで、「ストレングス・オブ・ア・ウーマン」(Strength of a Woman)という曲を初披露した。この時期この楽曲と同名タイトルで次作アルバムの制作が着々と進められていた。私生活面では、2016年7月に夫でありマネージャーでもあるマーチン・ケンドゥ・アイザックス(Martin "Kendu" Isaacs)との「和解しがたい不和」を理由に離婚申請をしたことが報じられた。その後メアリーはアイザックに対して配偶者手当を支払うことを拒否し彼の要求を棄却するよう裁判所に求め、この一件でアイザックの浪費癖と、メアリーが多額の借金を負っていることが明らかとなった。
同じ7月、メアリーはオーランド銃乱射事件の犠牲者を追悼するチャリティー曲「ハンズ」(Hands）に、ブリトニー・スピアーズ、ジェニファー・ロペス、P!NK、グウェン・ステファニー、セレーナ・ゴメス、メーガン・トレイナーらと共に参加した。8月は、銃による暴力に抗議するブラック・アイド・ピーズの2003年の曲「ホエア・イズ・ザ・ラヴ」(Where Is the Love?のニュー・バージョン「#WHERESTHELOVE」(Where Is the Love?)に、エイサップ・ロッキー、スヌープ・ドッグ、クインシー・ジョーンズ、ジェイミー・フォックス、DJキャレド、ウィズ・カリファらと共に参加した。
さらに9月には、Apple Music内のラジオ局「ビーツ1」(Beats 1)の番組「The 411 with Mary J. Blige」において、ヒラリー・クリントンと対談し、相次ぐ白人警官による無抵抗の黒人への暴力事件に抗議する意味を込めて、ブルース・スプリングスティーンの2001年の曲「アメリカン・スキン」(American Skin (41 Shots))をカバー歌唱した。この曲は1999年にブロンクスで起きた白人警官4人によるギニア移民男性射殺事件(Shooting of Amadou Diallo)を題材にしたものである。
様々な社会問題に関心を寄せることの多くなった年であるが、女優としてはABCの人気法廷ドラマ『殺人を無罪にする方法』のシーズン3にゲスト出演した。また、映画『マッドバウンド 哀しき友情』（2017年公開）への出演が決まり、その主題歌の制作もあった。
そうした多忙の中、2016年10月に先行シングルの「シック・オブ・イット」(Thick of It)がリリースされた。この楽曲はトラップ時代のR&Bバラードというべき斬新なサウンドで、ベイ・シティ・ローラーズの1975年の曲「恋をちょっぴり」(Give a Little Love)のイントロなどをサンプリングするという意外な選曲が取り入れられ、プロデュースは、2014年のサントラアルバム『シンク・ライク・ア・マン・トゥー』中の1曲で共作したDJキャンパー(DJ Camper)ことダリル・キャンパー・ジュニアが担当し、ジャズミン・サリヴァンなどもソングライターに参加している。
この「シック・オブ・イット」は久々のヒットとなり、「クイーン・オブ・ヒップホップ・ソウル」の称号に相応しく、全米アダルトR&Bチャートの2016年11月12日から2017年2月25日まで連続16週1位を達成した。これは2010年代のメアリーのシングルでは最長のロング・ヒットとなった。先行2ndシングルの「ユー+ミー (ラヴ・レッスン)」(U + Me (Love Lesson))のプロデュースは、アッシャーの「ノー・リミット」(No Limit)などを手掛けたブランドン・B.A.M.・ホッジで、この楽曲もヒットした。
そしてそれらを収録した13作目となるスタジオアルバム『ストレングス・オブ・ア・ウーマン』(Strength of a Woman)が、デビュー25周年を記念する2017年4月にリリースされた。先行3rdシングルの「ラヴ・ユアセルフ」(Love Yourself)はカニエ・ウエストが客演参加していたが、その話題曲がオープニングとなった。ミーゴスやDJキャレド、ミッシー・エリオットが客演参加しているトラップ・ビートの「グロウ・アップ」(Glow Up)も力作となり、ジャジーなネオ・ソウル「セット・ミー・フリー」(Set Me Free)にも、新しいR&B像を模索しているメアリーの挑戦の姿勢が窺えた。
他にも、ケイトラナダとのコラボが魅力的に光るエレクトリック・ソウル「テリング・ザ・トゥルース」(Telling the Truth)や、プリンスの1979年の曲「アイ・ワナ・ビー・ユア・ラヴァー」(I Wanna Be Your Lover)のサウンドを彷彿とさせる「ファインド・ザ・ラヴ」(Find the Love)などもあり、アルバム全体が濃密な仕上がりとなっている。
アルバムを発売した4月からは北米などを廻る「ストレングス・オブ・ア・ウーマン・ツアー」(Strength of a Woman Tour)を9月まで行なった。その一環として6年ぶりに来日し、4月に東京と大阪公演の「ジャパン・ツアー 2017」も行なった。
2017年11月には主題歌「マイティー・リヴァー」(Mighty River)も提供し、自身も出演した映画『マッドバウンド 哀しき友情』が公開された。そして「マイティー・リヴァー」は、2018年ブラック・リール賞(Black Reel Awards of 2018)では「最優秀オリジナル主題歌賞」(Best Original or Adapted Song)を受賞した。女優としてのメアリーの演技も高く評価され、第90回アカデミー賞（2018年3月開催）では「アカデミー歌曲賞」と「助演女優賞」に同時ノミネートされ、第75回ゴールデングローブ賞でも「助演女優賞」にもノミネートされた。その他、メアリーの演技は名立たる賞に多数ノミネートされ高く評価された。
2018年1月11日の47歳の誕生日には、ハリウッド・ウォーク・オブ・フェームに殿堂入りを果し、ディディなど知人らが出席した式典で感極まって泣き出す一幕もあった。メアリーは、自身がデビュー間もない駆け出しだった頃の生活について振り返りながら、2012年に死去したホイットニー・ヒューストンと同じような末路をいつ迎えてもおかしくないほどのドラッグ依存の生活だったことを告白し、ここに至るまでの歩みが楽なものではなかったと語った。

### 2018年-2020年
メアリーは、2004年に映画『ブリジット・ジョーンズの日記 きれそうなわたしの12か月』のサントラにおいて、エルトン・ジョンの楽曲「悲しみのバラード」(Sorry Seems to Be the Hardest Word) をカバーしていたが、エルトン・ジョンのデビュー50周年を祝うトリビュート・アルバム『ユア・ソング〜エルトン・ジョン ベスト・ヒッツ・カヴァー』(Revamp: Reimagining the Songs of Elton John & Bernie Taupin)が2018年4月にリリースされ、メアリーのカバー「悲しみのバラード」もそのアルバムに収録された。
私生活では、2016年7月から離婚申請中であった夫のマーチン・ケンドゥ・アイザックスとの離婚が2018年6月20日に正式に裁判所から認められた。
2018年7月には、リパブリック・レコードからデジタル配信で「オンリー・ラヴ」(Only Love)をリリースした。このシングルにはファースト・チョイス の1977年の曲「ドクター・ラヴ」(Doctor Love)がサンプリングされている。「オンリー・ラヴ」が全米アダルトR&Bチャートで10位となった時点で、1994年のシングル「ビー・ハッピー」(Be Happy)以来、シングル23曲がアダルトR&Bチャートでトップ10入りを果たしたこととなり、この記録はメアリーが最多となった。
2019年の5月は、ナズを客演コラボに迎えた「スライヴィング」(Thriving)がデジタル配信された。6月23日に開催された2019年BETアワード(BET Awards 2019)において、特別賞の「生涯功労賞」(Lifetime Achievement Award)を受賞し、会場となったロサンゼルスのマイクロソフト・シアターでパフォーマンスを披露しプレゼンターも務めた。
そして7月からナズとのジョイント・ツアー「ザ・ロイヤルティー・ツアー」(The Royalty Tour)で北米やカナダを廻っている。8月8日に新曲「ノウ」(Know)がリリースされ、2020年10月には映画『BELLY OF THE BEAST』(Belly of the Beast)の主題歌「See What You've Done (From The Film Belly Of The Beast)」がリリースされた。

### 2022年-

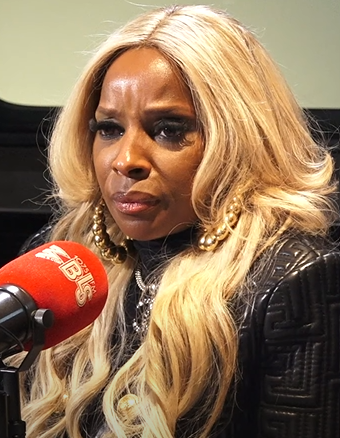
2022年のメアリー

2017年の『ストレングス・オブ・ア・ウーマン』(Strength of a Woman)以来、5年ぶりとなる14作目のスタジオアルバム『グッド・モーニング・ゴージャス』(Good Morning Gorgeous)が2022年2月にリリースされた。

## ディスコグラフィ

### アルバム

#### スタジオ・アルバム
| 1992                                      | ホワッツ・ザ・411? (What's the 411?)                                                                  | - 発売日: 1992年7月28日 - レーベル: Uptown, MCA - 全米売上: 340万枚                  | 6  | —   | —  | —  | —   | —  | —  | 53 | - US: 3× プラチナ - UK: シルバー                    |
| 1994                                      | マイ・ライフ (My Life)                                                                                | - 発売日: 1994年11月29日 - レーベル: Uptown, MCA - 全米売上: 290万枚                 | 7  | —   | —  | 37 | —   | —  | —  | 59 | - US: 3× プラチナ - CAN: ゴールド - UK: ゴールド    |
| 1997                                      | シェア・マイ・ワールド (Share My World)                                                               | - 発売日: 1997年4月22日 - レーベル: MCA - 全米売上: 406.7万枚                        | 1  | 71  | —  | 4  | 31  | 37 | 41 | 8  | - US: 3× プラチナ - CAN: プラチナ - UK: ゴールド    |
| 1999                                      | メアリー (Mary)                                                                                       | - 発売日: 1999年8月17日 - レーベル: MCA - 全米売上: 210万枚                          | 2  | 66  | —  | 5  | 51  | 38 | 16 | 5  | - US: 2× プラチナ - CAN: ゴールド - UK: ゴールド    |
| 2001                                      | ノー・モア・ドラマ (No More Drama)                                                                    | - 発売日: 2001年8月28日 - レーベル: MCA - 全米売上: 320万枚                          | 2  | 36  | 17 | 5  | 8   | 13 | 7  | 4  | - US: 3× プラチナ - CAN: 2× プラチナ - UK: プラチナ |
| 2003                                      | ラヴ & ライフ (Love & Life)                                                                           | - 発売日: 2003年8月26日 - レーベル: Geffen - 全米売上: 100万枚                       | 1  | 62  | 49 | 6  | 18  | 21 | 3  | 8  | - US: プラチナ - UK: ゴールド                       |
| 2005                                      | ザ・ブレイクスルー (The Breakthrough)                                                                 | - 発売日: 2005年12月20日 - レーベル: Matriarch, Geffen - 全米売上: 310万枚           | 1  | 19  | 42 | 13 | 25  | 28 | 7  | 22 | - US: 3× プラチナ - UK: ゴールド                    |
| 2007                                      | グロウイング・ペインズ (Growing Pains)                                                                | - 発売日: 2007年12月18日 - レーベル: Matriarch, Geffen - 全米売上: 164万枚           | 1  | —   | 36 | 41 | 73  | 32 | 6  | 6  | - US: プラチナ - UK: シルバー                       |
| 2009                                      | ストロンガー・ウィズ・イーチ・ティア (Stronger with Each Tear)                                        | - 発売日: 2009年12月21日 - レーベル: Matriarch, Geffen - 全米売上: 95万枚            | 2  | —   | —  | 42 | —   | —  | 66 | 33 | - US: ゴールド                                      |
| 2011                                      | マイ・ライフII…ザ・ジャーニー・コンティニューズ (Act 1) (My Life ll... The Journey Continues (Act 1)) | - 発売日: 2011年11月21日 - レーベル: Matriarch, Geffen - 全米売上: 80万枚            | 5  | —   | —  | —  | 143 | 93 | 31 | 76 | - US: ゴールド                                      |
| 2013                                      | ア・メアリー・クリスマス (A Mary Christmas)                                                           | - 発売日: 2013年10月15日 - レーベル: Matriarch, Verve, Interscope - 全米売上: 50万枚 | 10 | —   | —  | —  | —   | —  | —  | 28 | - US: ゴールド                                      |
| 2014                                      | ザ・ロンドン・セッションズ (The London Sessions)                                                      | - 発売日: 2014年11月24日 - レーベル: Matriarch, Capitol - 全米売上: 10.9万枚         | 9  | —   | —  | —  | 113 | —  | 27 | 40 |                                                     |
| 2017                                      | ストレングス・オブ・ア・ウーマン (Strength of a Woman)                                                | - 発売日: 2017年4月28日 - レーベル: Matriarch, Capitol - 全米売上: 7.2万枚           | 3  | 100 | —  | 22 | 177 | —  | 63 | 54 |                                                     |
| 2022                                      | グッド・モーニング・ゴージャス (Good Morning Gorgeous)                                                | - 発売日: 2022年2月11日 - レーベル: 300 Entertainment、Mary Jane - 全米売上:         | 14 | —   | —  | —  | —   | —  | 56 | 24 |                                                     |
| "—"は未発売またはチャート圏外を意味する。 | |                                                                                      |    |     |    |    |     |    |    |    |                                                     |

#### 企画アルバム
- ホワッツ・ザ・411? リミックス (What's the 411? Remix)（1993年12月） - 『ホワッツ・ザ・411?』のリミックス版。
- ザ・ツアー (The Tour)（1998年7月） - ライブ・アルバム。1997年の全米ツアーのロサンゼルス、ユニヴァーサル・アンフィシアターでのライブを収録。
- バラッズ (Ballads)（2000年12月） - 日本のみ発売のバラード・コレクション。スティーヴィー・ワンダーの「オーヴァージョイド」のカバーも収録。
- ダンス・フォー・ミー (Dance for Me)（2002年8月） - リミックス・コレクション。
- マイ・コレクション・オブ・ラヴ・ソングス (My Collection of Love Songs (Live))（2006年1月） - ライブ・アルバム。
- メアリー・J. ブライジ&フレンズ (Mary J. Blige & Friends)（2006年10月） - スティング、ロビン・シック、パティ・ラベル、ジェイミー・フォックス、LL・クール・J、ナズ、カルロス・サンタナ、エルトン・ジョンとの共演曲を収録。
- リフレクションズ～ア・レトロスペクティブ (Reflections (A Retrospective))（2006年12月） - ベスト・アルバム。新曲も4曲収録。
- シンク・ライク・ア・マン・トゥー (Think Like a Man Too)（2014年6月） - 映画『ベガス流 ヴァージンロードへの道』(Think Like a Man Too)のサウンドトラック。
- ハー・ストーリー Vol.1 (HERstory Vol.1)（2019年12月） - 90年代のヒット曲を集めたベストアルバム。ジェイ・Zと共演した「キャント・ノック・ザ・ハッスル」(Can't Knock the Hustle)を初収録。

## 映画・テレビ出演
主役は▲印

### テレビ
- ニューヨーク・アンダーカヴァー (New York Undercover) - 1995年。メアリー自身（音楽パフォーマー）
  - シーズン1の第14話「Private Enemy No. 1」(Season 1 (1994–95))の回
シーズン2の第2話「Tag You're Dead」(Season 2 (1995–96))の回
- ザ・ジミー・フォックス・ショウ (The Jamie Foxx Show) - 1998年。オラ・モエ(Ola Mae)役
  - シーズン2の第14話「Papa Don't Preach」(Season 2 (1997–1998))の回
- モエシャ (Moesha) - 1999年。メアリー自身（音楽ゲスト）
  - シーズン5の第1話「Good Vibrations?」(Season 5 (1999–2000))の回
- ストロング・メディスン (Strong Medicine) - 2001年。シモン・フェローズ(Simone Fellows)役
  - シーズン2の第4話「History」(Season 2 (2001–02))の回
- ワン・ライフ・トゥ・リヴ (One Life to Live) - 2006年、2008年。メアリー自身の役
- ゴースト 〜天国からのささやき (Ghost Whisperer) - 2007年。ジャッキー・ボイド(Jackie Boyd)役
  - シーズン2の第15話「Mean Ghost」(season 2)の回
- アントラージュ★オレたちのハリウッド (Entourage) - 2007年。メアリー自身（R&Bディーヴァ）
  - シーズン4の第8話「Gary's Desk」(Season 4 (2007))の回
- 30 ROCK/サーティー・ロック (30 Rock) - 2009年。メアリー自身（ゲスト・スター）
  - シーズン3の第22話「Kidney Now!」(season 3)の回
- アメリカン・アイドル (American Idol) - 2010年と2012年。ゲスト審査員／指導パフォーマー
  - シーズン9(season 9)とシーズン11(season 11)の回
- ザ・ヴォイス (The Voice) - 2012年。指導チーム（アダム・レヴィーンのチーム）の一員
  - シーズン3(American season 3)の回
- ベティ&コレッタ (Betty＆Coretta) - 2013年、テレビ映画。ベティ・シャバズ（英語版）役▲
- Xファクター (The X Factor) - 2013年。ゲスト審査員
  - シリーズ10(Judges' houses)の回
- Empire 成功の代償 (Empire) - 2015年。アンジー(Angie)役
  - シリーズ1の第10話「Sins of the Father」(season 1)の回
- ザ・ウィズ・ライヴ! (The Wiz Live!) - 2015年。エヴィレンス(Evillene)、西の悪い魔女(The Wicked Witch of the West)役
- ブラッキッシュ (Black-ish) - 2015年。ミラベル・チャレット(Mirabelle Chalet)役
  - シーズン1の第24話「Pops' Pops' Pops」(season 1)の回
- 殺人を無罪にする方法 (How To Get Away With Murder) - 2016年。ロー(Ro)役
  - シーズン3(season 3) の回
- アンブレラ・アカデミー (The Umbrella Academy) - 2019年。チャチャ(Cha-Cha)役
- スクリーム (Scream) - 2019年。シェリー・エリオット(Sherry Elliot)役
- ピース・オブ・マインド・ウィズ・タラジ (Peace of Mind with Taraji) - 2020年。メアリー自身
  - エピソード3・パート1の回
- POWER/パワー ブックII:ゴースト (Power Book II: Ghost) – 2020年 - 。Monet Stewart Tejada役
- ザ・バッドネス・クエッショネア (The Badass Questionnaire) – 2021年。メアリー自身
  - エピソード「メアリー・J. ブライジ」の回
- セレブリティ IOU (en:Property Brothers (franchise)#Celebrity IOU) – 2021年。メアリー自身
  - エピソード「Don't Go Ham」の回
- Earnin' It (Earnin' It) - 2022年。メアリー自身（メインゲスト）
- オリー (Lost Ollie) – 2022年。Rosy役（声優）
- ザ・ワイン・ダウン・ウィズ・メアリー・J. ブライジ (The Wine Down with Mary J. Blige) – 2023年。メアリー自身（トークショー司会者）

### 映画
- プリズン・ソング (Prison Song) - 2001年。ミセス・バトラー(Mrs. Butler)役▲
- ジェイ・Z フェイド・トゥ・ブラック (Fade to Black) - ジェイ・Zについて扱った2014年のドキュメンタリー映画。メアリー自身として出演。
- アイ・キャン・ドゥ・バッド・オール・バイ・マイセルフ (I Can Do Bad All By Myself) - 2009年。タニヤ(Tanya)役
- ロック・オブ・エイジズ (Rock of Ages) - 2012年。ジャスティス・チャリアー(Justice Charlier)役
- クリスマスの贈り物 (Black Nativity) - 2013年。エンジェル(Angel)役
- マッドバウンド 哀しき友情 (Mudbound) - 2017年のNetflixオリジナル映画[注釈 3] 。フローレンス・ジャクソン(Florence Jackson)役
  - 主題歌「マイティー・リヴァー」(Mighty River)も担当。
- クインシーのすべて (Quincy) - 2018年のNetflixドキュメンタリー映画。メアリー自身で出演
- 名探偵シャーロック・ノームズ (Sherlock Gnomes) - 2018年。アイリーン・アドラー(Irene)役（声優）
- トロールズ・ワールド・ツアー (Trolls World Tour) - 2020年。クイーン・エッセンス(Queen Essence)役（声優）
- ボディカメラ (Body Cam) - 2020年。レネ・ロミート＝スミス(Renee Lomito-Smith)役▲
- ザ・ヴァイオレント・ハート (The Violent Heart) - 2019年撮影。ニーナ(Nina)役
- ピンク・スカイズ・アヘッド (Pink Skies Ahead) – 2020年
- リスペクト (Respect) – 2021年。ダイナ・ワシントン役
- メアリー・J. ブライジのマイ・ライフ (Mary J. Blige's My Life) – 2021年。ドキュメンタリー映画。メアリー自身▲
- スリラー40 (Thriller 40) – 2023年。マイケル・ジャクソンについてのドキュメンタリー映画。メアリー自身として出演
- ロブ・ピース (Rob Peace) - 2024年予定。Jackie Pearce役

## 受賞とノミネート

### 女優として
- テレビ映画「ベティ&コレッタ」(Betty＆Coretta) - 2013年 
  - 第15回女性イメージネットワーク賞 (The Women's Image Awards 15)‐「女優賞/ミニシリーズ・テレビ映画部門」ノミネート[26]
- 映画「クリスマスの贈り物」(Black Nativity) - 2013年
  - アメリカン・ブラック映画祭 (American Black Film Festival) - 「アンサンブル・キャスト賞」ノミネート
- テレビ特番「ザ・ウィズ・ライヴ!」(The Wiz Live!) - 2015年
  - 第6回批評家選考テレビ・アワード (6th Critics' Choice Television Awards) - 「助演女優賞」ノミネート（次点）
  - 第16回ブラック・リール・アワード (Black Reel Awards of 2016) - 「助演女優賞/ミニシリーズ・テレビ映画部門」ノミネート
- 映画「マッドバウンド 哀しき友情」(Mudbound) - 2017年
  - 第17回ニューヨーク映画批評家オンライン賞 - 「アンサンブル演技賞」受賞
  - インディワイアー賞 (IndieWire Critics Poll)‐「ブレイクスルー演技賞」受賞[59][26]
  - 第21回ハリウッド映画賞 - 「ブレイクアウト女優賞」並びに「ブレイクアウトアンサンブル賞」の同時受賞
  - 第27回ゴッサム・インディペンデント映画賞 - 「審査員特別賞(アンサンブル演技賞)」受賞 /「ブレイクスルー演技賞」ノミネート
  - サンタバーバラ国際映画祭 (Santa Barbara International Film Festival) - 「演技賞」受賞
  - 第18回ブラック・リール・アワード (Black Reel Awards of 2018) - 「アンサンブル演技賞」並びに「主題歌賞」の同時受賞 / 「助演女優賞」並びに「ブレイクスルー女優賞」の同時ノミネート
  - 第8回ブラック映画批評家協会賞 (Black Film Critics Circle)‐「助演女優賞」並びに「アンサンブル演技賞」の同時受賞
  - 第22回サテライト賞 (22nd Satellite Awards)‐「アンサンブル演技賞」受賞 / 「助演女優賞」ノミネート
  - 第22回サンディエゴ映画批評家協会賞 (San Diego Film Critics Society Awards 2017) - 「アンサンブル演技賞」受賞
  - 第33回インディペンデント・スピリット賞 - 「ロバート・アルトマン賞」（アンサンブル・キャスト及びキャスティングディレクターに対して）受賞
  - 第43回ロサンゼルス映画批評家協会賞 - 「助演女優賞」ノミネート（次点）
  - 第90回アカデミー賞‐「助演女優賞」並びに「歌曲賞」の同時ノミネート
  - 第24回第24回全米映画俳優組合賞(SAG)‐「助演女優賞」並びに「アンサンブル演技(キャスト)賞」の同時ノミネート
  - 第23回クリティクス・チョイス・アワード‐「助演女優賞」並びに「アンサンブル演技賞」の同時ノミネート
  - 第75回ゴールデングローブ賞 - 「助演女優賞」並びに「主題歌賞」の同時ノミネート
  - 第16回ワシントンD.C.映画批評家協会 (Washington D.C. Area Film Critics Association Awards 2017) - 「助演女優賞」並びに「アンサンブル演技賞」の同時ノミネート
  - 第7回オーストラリア映画テレビ芸術アカデミー賞 (7th AACTA International Awards) - 「助演女優賞」ノミネート
  - 女性映画連盟ジャーナリスト (Alliance of Women Film Journalists) - 「助演女優賞」ノミネート
  - 第13回オースティン映画批評家協会 (Austin Film Critics Association Awards 2017) - 「助演女優賞」並びに「ブレイクスルー・アーティスト賞」の同時ノミネート
  - 第30回シカゴ映画批評家協会 (Chicago Film Critics Association Awards 2017) - 「助演女優賞」ノミネート
  - 第23回ダラス・フォートワース映画批評家協会#ダラス・フォートワース映画批評家協会賞 (Dallas–Fort Worth Film Critics Association Awards 2017) - 「助演女優賞」ノミネート（次々点3位）
  - ドリアン・アワード (Dorian Awards) - 「助演女優賞」ノミネート
  - 第22回フロリダ映画批評家協会賞 (Florida Film Critics Circle Awards 2017) - 「助演女優賞」ノミネート
  - 第7回ジョージア映画批評家協会賞 (Georgia Film Critics Association) - 「アンサンブル演技賞」並びに「オリジナル歌曲賞」の同時ノミネート
  - ガイド・オブ・ミュージック・スーパーヴァイザーズ・アワード (Guild of Music Supervisors Awards) - 「主題歌賞」ノミネート
  - ハリウッド・ミュージック・イン・メディア・アワード (Hollywood Music in Media Awards) - 「主題歌賞」ノミネート
  - 第21回オンライン映画批評家協会賞 (Online Film Critics Society Awards 2017) - 「助演女優賞」並びに「アンサンブル演技賞」の同時ノミネート（後者は次点）
  - 第38回オンライン映画＆テレビジョン協会賞‐「ブレイクスルー演技女優賞」並びに「アンサンブル演技賞」の同時ノミネート
  - 第15回アイオワ映画批評家協会賞 - 「助演女優賞」ノミネート（次点）
  - 第18回フェニックス映画批評家協会賞 - 「アンサンブル演技賞」並びに「主題歌賞」の同時ノミネート
  - 第4回フェニックス・オンライン映画批評家協会賞 - 「助演女優賞」ノミネート
  - 第13回ノーステキサス映画批評家協会賞 - 「助演女優賞」ノミネート
  - 第6回ノース・カロライナ映画批評家協会賞‐「助演女優賞」ノミネート
  - 第10回デンバー映画批評家協会賞‐「助演女優賞」ノミネート
  - コロンバス映画批評家協会賞2018 - 「アンサンブル演技賞」ノミネート（次点）[60]
  - 第11回デトロイト映画批評家協会賞 - 「アンサンブル演技賞」ノミネート

## 慈善事業
- 子供の頃に住んでいたニューヨーク州ヨンカーズ市に、女性へのサポートのためのコミュニティー・センター「The Mary J. Blige Center For Women」をスティーブ・スタウト（英語版）と共に2009年に設立した[10][61]。